# Joan Baptista Juan Banasco
Joan Baptista Juan Banasco (Vinaròs, 1872 – 27 de febrer de 1936) fou sacerdot organista de l’arxiprestal vinarossenca entre 1910 i 1917.
Abans de finalitzar els estudis sacerdotals ja va aprovar les oposicions del magisteri de capella de la seu tortosina. Després de residir a Vinaròs com a organista va ser traslladat a Artana i algun temps després va adquirir un benefici a la parròquia. Va residir a l'Havana durant sis anys, tornà a Vinaròs el 9 de juliol de 1917, i al setembre retornà de nou a la capital de Cuba.
Amb els diners guanyats durant els seus anys a l’Havana va sufragar la construcció de l’orgue de l’arxiprestal, el qual es va beneir i inaugurar amb molta solemnitat durant la festa de Sant Sebastià de 1923. L’instrument era obra de Pere Palop de València. «Fon construït l'orgue per D. Pere Palop de València: els tubs de metal – aprofitant el de l’orgue vell – es foneren en la casa Estadella de Barcelona; les membranes del secret tubular eren de la casa Laukuff de Vutemberg (Alemanya); i les cànules, llengüetes i altres accessoris, de la casa Pinett, de París».
Joan Baptista Juan va interpretar a l'orgue, després de la seva benedicció, algunes obres selectes. L’any 1928, encara apareixia com a coadjutor organista de la parròquia, però sembla que per discrepàncies amb l’arxipreste mossèn Bono, va dimitir del càrrec i per aquest motiu va ser substituït el 1930.
Mossèn Juan va ser l’autor de la música de l’himne a Sant Sebastià del “Patria y fe”, que es feu per al III Centenari de la Relíquia de Sant Sebastià a Vinaròs i que es va publicar per primera vegada a la Revista “San Sebastian” de novembre/desembre de 1909, pàg 340.